# Aspiration (åndeligt)
 For alternative betydninger, se Aspiration. (Se også artikler, som begynder med Aspiration)
Åndelig aspiration er det at søge efter viden om sjælen eller søge efter noget højere.
Aspiration betyder stræben mod noget højere. Det er en af følelseslivets vigtigste evner og den betragtes som en af sjælens psykiske evner. Aspiration får mennesket til at overskride sine lavere selviske behov for et højere uselvisk. Aspiration er det følelsesmæssige brændstof, som muliggør at aspiranten (en der stræber mod det åndelige) evner at målrette sine bestræbelser og nå sine mål. Ofte er aspirationen rettet mod et idealbillede af en eller anden karakter.